# Kitalált szereplő
Képzeletbeli lényeknek, szereplőknek (vagy mesefiguráknak) a fikciós történetekben (legendákban, mesékben, fikciós regényekben, filmekben stb.) szereplő lényeket, személyeket nevezzük.

## Mesefigurák és képzeletbeli lények
A legendák és mesék szereplői legtöbbször csodálatos képességekkel megáldott állatok (beszélő, repülő stb.) vagy emberek, jellemzően vagy nagyon jó, vagy nagyon gonosz jellemmel.
Mint ahogy a mesék is nehezen választhatóak el a legendáktól úgy a mesefigurák és a legendák csodálatos lényei sem választhatóak ketté: az ősmagyarok csodaszarvasa, griffmadara éppúgy mesefigura, mint Aesopus szorgos hangyája és mulatós tücske. A mesefigurák gyakran egy-egy jellemezni kívánt emberi tulajdonságot nagyítanak fel, mutatják be viselkedését különböző helyzetekben; de gyakran csupán a szórakoztatás a létük célja.
Extrém esetben ilyen figurának tekinthetjük a vallások múlt ködébe vesző, csodálatos képességű lényeit, embereit is.

## Fiktív személyek
A fikciós regények szereplői a mesefigurákkal szemben legtöbbször egyszerű emberek, akik általában kivételes, de hihető képességekkel rendelkeznek, illetve elképzelhető szituációkba kerülnek. Gyakori, hogy életük a távoli múltban (történelmi regényekben) vagy jövőben játszódik (sci-fi regényekben), vagy elképzelt országokban, helyeken.